# Ponuda i tražnja
Ponuda i tražnja je tržišni mehanizam koji čuva lojalnu konkurenciju i određuje za koliko jedinica novca potrošač može kupiti jedinica nekog dobra, odnosno koliko će proizvođač novčanih jedinica dobiti za jedinicu svog proizvedenog dobra.

## Ostala tržišta
Model ponude i potražnje važi i za različita specijalna tržišta. Model se obično primenjuje na plate, na tržištu rada. Tipične uloge dobavljača i potrošača su obrnute. Dobavljači su pojedinci, koji pokušavaju da prodaju svoj rad po najvišoj ceni. Zahtevači za radnom snagom su preduzeća, koja pokušavaju da kupe radnu snagu koja im je potrebna po najnižoj ceni. Ravnotežna cena za određenu vrstu rada je stopa nadnice. Međutim, ekonomista Stiv Flitvud je ponovo razmotrio empirijsku realnost krive ponude i potražnje na tržištima rada i zaključio da su dokazi „u najboljem slučaju neubedljivi, a u najgorem bacaju sumnju na njihovo postojanje“. Na primer, on citira Kaufmana i Hočkisa (2006): „Za odrasle muškarce, skoro sve studije otkrivaju da je kriva ponude rada negativno nagnuta ili savijana unazad.”
U klasičnoj i u kejnzijanskoj ekonomiji, tržište novca se analizira kao sistem ponude i potražnje sa kamatnim stopama kao cenama. Ponuda novca može biti vertikalna kriva ponude, ako centralna banka neke zemlje odluči da koristi monetarnu politiku da fiksira svoju vrednost bez obzira na kamatnu stopu; u ovom slučaju novčana masa je potpuno neelastična. S druge strane, kriva ponude novca je horizontalna linija ako centralna banka cilja na fiksnu kamatnu stopu i ignoriše vrednost novčane mase; u ovom slučaju kriva ponude novca je savršeno elastična. Potražnja za novcem se ukršta sa novčanom masom da bi se odredila kamatna stopa.
Prema delu studija, zakoni ponude i potražnje su primenljivi ne samo na poslovne odnose ljudi, već i na ponašanje društvenih životinja i na sva živa bića koja komuniciraju na biološkim tržištima u okruženjima sa oskudnim resursima.
Model ponude i potražnje tačno opisuje karakteristike metaboličkih sistema: konkretno, objašnjava kako inhibicija povratne sprege omogućava metaboličkim putevima da odgovore na potražnju za metaboličkim intermedijerima dok minimiziraju efekte zbog varijacije u ponudi.

## Istorija
Delo 256. kuplet Tirukurala, koje je sastavljen pre najmanje 2000 godina, kaže da „ako ljudi ne konzumiraju proizvod ili uslugu, onda neće biti nikog da isporuči taj proizvod ili uslugu zbog cene“.
Prema Hamidu S. Hoseiniju, moć ponude i potražnje je donekle razumelo nekoliko ranih muslimanskih učenjaka, kao što je sirijski učenjak iz četrnaestog veka Ibn Tejmija, koji je napisao: „Ako se želja za robom povećava dok se njena dostupnost smanjuje, njena cena raste. S druge strane, ako se poveća dostupnost dobra, a želja za njim opadne, cena opada.”
Pomerajući fokus na englesku etimologiju izraza, potvrđeno je da izraz 'ponuda i potražnja' engleski ekonomski pisci nisu koristili sve do kraja 17. veka. U delu Džona Loka iz 1691. Neka razmatranja o posledicama smanjenja kamate i podizanja vrednosti novca, Loki je aludirao na ideju ponude i potražnje, međutim, nije uspeo da je tačno označi kao takvu i stoga, pogrešio je u skovanju fraze i interpretaciju njenog pravog značaja. Loki je napisao: „Cena bilo koje robe raste ili opada u odnosu na broj kupaca i prodavaca“ i „ono što reguliše cenu... [robe] nije ništa drugo nego njena količina proporcionalna tražnji.” Lokijeva terminologija je izazvala kritiku Džona Loa. Lo je tvrdio da „Cene robe nisu u skladu s količinom proporcionalne ispustu, već proporcionalne potražnji.“ Na bazi njegovog doprinosa je deo fraze potražnje dobio pravi naziv i počeo je da kruži među „prominentnim autoritetima“ tokom 1730-ih. Godine 1755, Frensis Hačeson, u svom Sistemu moralne filozofije, unapredio je razvoj ove fraze navodeći da „cene robe zavise od ove dve stvari zajedno, od potražnje... i od teškoće sticanja.“
Tek 1767. godine frazu „ponuda i potražnja“ prvi je upotrebio škotski pisac Džejms Denham-Stjuart u svom istraživanju principa političke ekonomije. On je započeo upotrebu ove fraze tako što je efikasno kombinovao „ponudu” i „tražnju” zajedno u više različitih prilika kao što su određivanje cena i analiza konkurencije. U Stjuartovom poglavlju pod naslovom „O tražnji“, on tvrdi da je „Priroda tražnje da podstiče industriju; i kada se redovno pravi, efekat toga je da je ponuda najvećim delom proporcionalna njoj, a onda je potražnja jednostavna“. Pretpostavlja se da se iz ovog poglavlja ideja proširila na druge autore i ekonomske mislioce. Adam Smit je upotrebio frazu po Stjuartu u svojoj knjizi Bogatstvo naroda iz 1776. godine. U tom delu, Smit je tvrdio da je cena ponude fiksna, ali da će se njena „zasluga“ (vrednost) smanjiti kako se njena „oskudica“ povećava, ova Smitova ideja je kasnije nazvana zakonom tražnje. Godine 1803, Tomas Robert Maltus je dvadeset puta upotrebio izraz „ponuda i potražnja“ u drugom izdanju Eseja o stanovništvu. David Rikardo je u svom delu iz 1817, Principi političke ekonomije i oporezivanja, naslovio jedno poglavlje, „O uticaju potražnje i ponude na cenu“. U Principima političke ekonomije i oporezivanja, Rikardo je rigoroznije postavio ideju o pretpostavkama koje su korišćene za izgradnju njegovih ideja ponude i potražnje. Godine 1838, Antoan Avgustin Kurno razvio je matematički model ponude i potražnje u svojim istraživanjima matematičkih principa bogatstva, koji je uključivao dijagrame. Važno je napomenuti da je upotreba fraze i dalje bila retka i da je do kraja druge decenije 19. veka identifikovano samo nekoliko primera od više od 20 upotreba u jednom delu.
Tokom kasnog 19. veka pojavila se marginalistička škola mišljenja. Glavni inovatori ovog pristupa bili su Stenli Dževons, Karl Menger i Leon Valras. Ključna ideja je bila da je cena određena subjektivnom vrednošću robe na margini. Ovo je bila suštinska promena u odnosu na razmišljanja Adama Smita o određivanju cene ponude.
U svom eseju iz 1870. „O grafičkom predstavljanju ponude i potražnje“, Fleming Jenkin je tokom „uvođenja dijagramske metode u englesku ekonomsku literaturu“ objavio prvi crtež krivulja ponude i potražnje na engleskom, uključujući uporednu statiku od promene ponude ili potražnje i primene na tržište rada. Model je dalje razvio i popularizovao Alfred Maršal u udžbeniku Principi ekonomije iz 1890. godine.

## Kritika
Filozof Hans Albert je tvrdio da ceteris paribus uslovi marginalističke teorije čine samu teoriju praznom tautologijom i potpuno zatvorenom za eksperimentalno testiranje. U suštini, on tvrdi, krive ponude i tražnje (teorijske funkcije koje izražavaju količinu proizvoda koja bi bila ponuđena ili tražena za datu cenu) su čisto ontološke.
Kritika Pjera Srafe se fokusirala na nedoslednost (osim u neuverljivim okolnostima) analize delimične ravnoteže i obrazloženje za uzlazni nagib krive ponude na tržištu proizvedenog potrošačkog dobra. Značaj Srafine kritike pokazuju i komentari Pola Samjuelsona i angažmani sa njom tokom mnogo godina, na primer:
Ono što pročišćena verzija Srafe (1926) utvrđuje jeste koliko su skoro prazne sve Maršalove kutije delimične ravnoteže. Za logičnog puristu klase Vitgenštajna i Srafe, Maršalova kutija delimične ravnoteže konstantnog troška je još praznija od kutije rastuće cene.
Savremeni postkejnzijanci kritikuju model ponude i tražnje zbog neuspeha da objasni rasprostranjenost regulisanih cena, u kojima maloprodajne cene određuju firme, prvenstveno na osnovu povećanja u odnosu na normalne prosečne jedinične troškove, i ne reaguju na promene u potražnja do kapaciteta.
Neki ekonomisti kritikuju konvencionalnu teoriju ponude i potražnje zbog neuspeha da objasni ili predvidi mehuriće imovine koji mogu nastati iz pozitivne povratne sprege. Konvencionalna teorija ponude i potražnje pretpostavlja da se očekivanja potrošača ne menjaju kao posledica promena cena. U scenarijima kao što je stambeni balon u Sjedinjenim Državama, početna promena cene imovine može povećati očekivanja investitora, čineći imovinu unosnijom i doprinoseći daljem povećanju cena sve dok se raspoloženje na tržištu ne promeni, što stvara petlju pozitivne povratne informacije i balon imovine. Mehurići sredstava ne mogu se razumeti u konvencionalnom okviru ponude i potražnje, jer konvencionalni sistem pretpostavlja da će promena cene biti samoispravljajuća i da će se sistem vratiti u ravnotežu.
Kritika Pola Kokšota fokusira se na nepogrešivost neoklasičnog modela. U gore navedenim linearnim primerima postoje četiri nepoznate: nagib i presek krive ponude i krive potražnje. Ali pošto jpostoje samo dve poznate, cena i količina, bilo koji skup krivulja ponude i potražnje koji prelazi tačku {\displaystyle (Q,P)} bi mogao da objasni podatke. Otuda nepogrešivost. Kokšot takođe ističe da su cene u negativnoj korelaciji sa količinom zbog ekonomije obima, a ne u pozitivnoj korelaciji kao što teorija sugeriše. Konačno, Kokšot tvrdi da je teorija nepotrebno komplikovana u poređenju sa radnom teorijom vrednosti, i da uvođenje pojma pomeranja krivih znači dodavanje epiciklusa.

## Literatura
- Foundations of Economic Analysis by Paul A. Samuelson
- Landsburg, Steven E. (1999). Price Theory and Applications. South-Western College Pub. ISBN 0-538-88206-9.. by Steven E. Landsburg
- An Inquiry into the Nature and Causes of the Wealth of Nations, Adam Smith, 1776
- „Supply and Demand”. Архивирано из оригинала 22. 03. 2004. г. Приступљено 15. 01. 2022. book by Hubert D. Henderson at Project Gutenberg.

## Dodatna literatura
- Thomas M. Humphrey. „Marshallian Cross Diagrams and Their Uses before Alfred Marshall: The Origins of Supply and Demand Geometry”. CiteSeerX 10.1.1.362.5766 .

## Spoljašnje veze
- Nobel Prize Winner Prof. William Vickrey: 15 fatal fallacies of financial fundamentalism – A Disquisition on Demand Side Economics (William Vickrey)
- By what is the price of a commodity determined?, a brief statement of Karl Marx's rival account
- Supply and Demand by Fiona Maclachlan and Basic Supply and Demand by Mark Gillis, Wolfram Demonstrations Project.